# Грэбо, Амадеус Уильям
Амадеус Уильям Грэ́бо (Гребо, Грабау) (англ. Amadeus William Grabau; 9 января 1870, Сидарберг, штат Висконсин — 20 марта 1946, Пекин) — американский палеонтолог и геолог.

## Биография
В 1897 году Амадеус Уильям Грэбо окончил Массачусетский технологический институт и Политехнический институт Ренсселера. Учился минералогии у Уильяма Кросби.
В 1901 году Грэбо женился на американской писательнице Мэри Антин и был назначен профессором в Колумбийском университете в Нью-Йорке.
В 1907 году у него родилась дочь Жозефина Эстер. В 1912 году избран членом Немецкого палеонтологического общества.
В 1919 году Грэбо был приглашён в Пекинский университет.
Часть работы всей его жизни была посвящена геологическому картированию Китая, поэтому Грэбо стал известен как «отец китайской геологии». Он был также автором более десяти книг. Грэбо разработал несколько геонаучных теорий, в том числе о ритмах в росте земной коры и тектогенез.
В 1925 году избран членом Леопольдины.
В 1936 году за свои заслуги в области геологии и палеонтологии награждён медалью Мэри Кларк Томпсон.